# Djurgårdens Idrottsförening
Il Djurgårdens Idrottsförening, normalmente citato come Djurgårdens IF, è un club polisportivo con sede a Stoccolma, in Svezia.
È tra i club più titolati del paese, soprattutto per le sezioni di calcio e di hockey su ghiaccio. Fu fondata come società di atletica nel 1891 da un gruppo di sportivi residenti su Djurgården, un'isola posta al centro di Stoccolma.

## Sezioni e squadre attive

### Sezioni principali
- Calcio: Djurgårdens IF Fotboll (maschile), Djurgårdens IF Dam (femminile), già Djurgårdens IF Damfotbollsförening e che con la fusione con l'Älvsjö Allmänna Idrottsklubb originò il Djurgården/Älvsjö rimasto attivo dal 2003 al 2006, e Djurgårdens IF Handikappfotboll (disabili)
- Hockey su ghiaccio: Djurgårdens IF Hockey (maschile) e Djurgårdens IF Hockey Damer (femminile)

### Altre sezioni
- Atletica leggera: Djurgårdens IF Friidrott
- Bandy: Djurgårdens IF Bandy
- Bowling: Djurgårdens IF Bowling
- Floorball: Djurgårdens IF Innebandy
- Football americano: Djurgårdens IF Amerikansk Fotboll
- Golf: Djurgårdens IF Golfförening
- Lotta: Djurgårdens IF Brottning
- Orientamento: Djurgårdens IF Orienteringsförening
- Pallacanestro: Djurgårdens IF Basket
- Pallamano: Djurgårdens IF Handboll
- Pattinaggio di figura: Djurgårdens IF Konståkningsförening
- Pétanque: Djurgårdens IF Boule
- Pugilato: Djurgårdens IF Boxningsförening
- Scherma: Djurgårdens IF Fäktförening
- Sci alpino: Djurgårdens IF Alpint
- Tennistavolo: Djurgårdens IF Bordtennisförening
- Wrestling: Djurgårdens IF Brottningsförening

### Sezioni non attive
In passato la società raggruppava atleti in numerose altre discipline ora non più attive, tra le quali la più rappresentativa fu quella del salto con gli sci.